# Špindlerův Mlýn

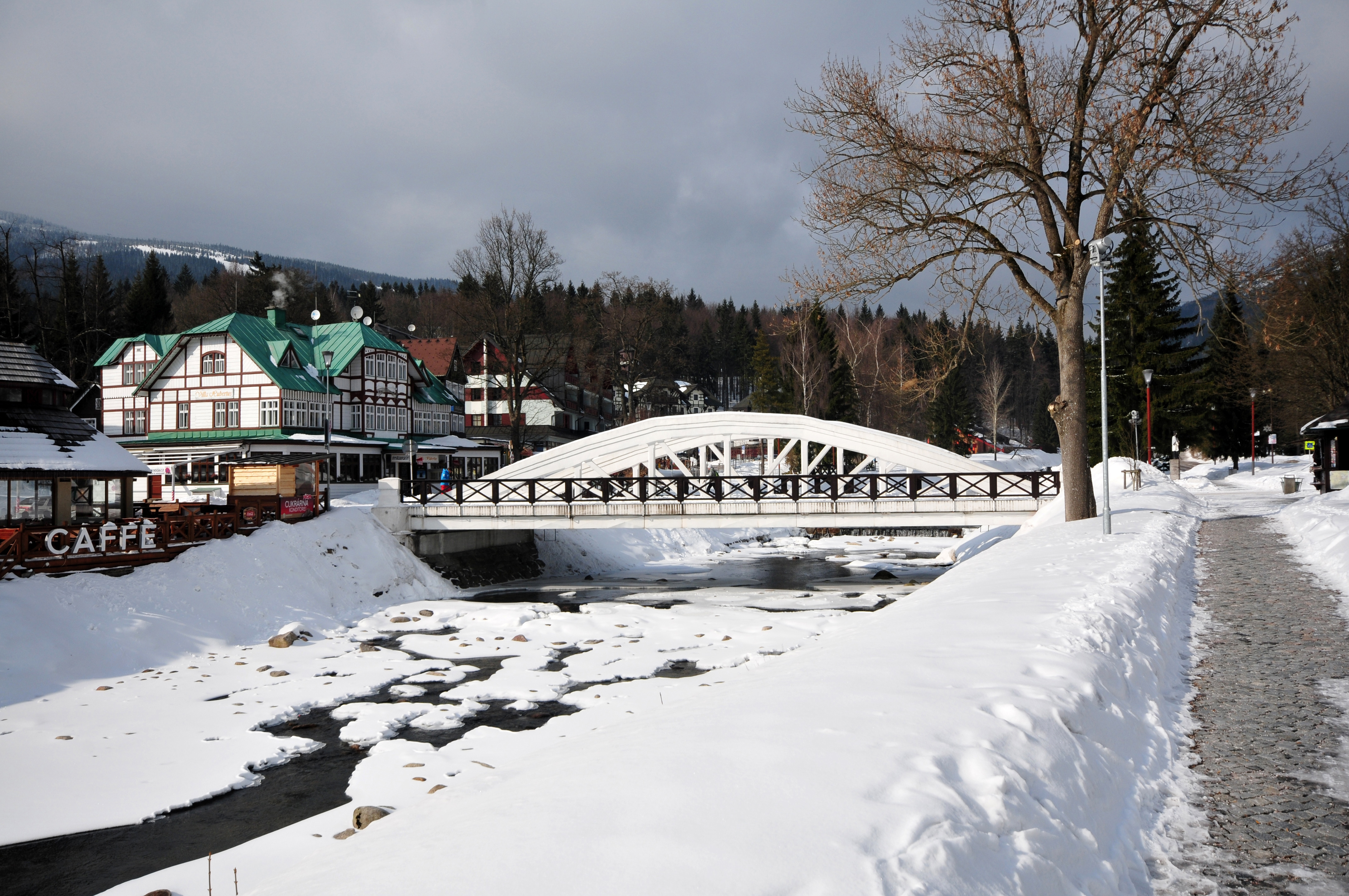

Špindlerův Mlýn (AFI: /ˈʃpɪndlɛruːv mˈliːn/; em alemão:  Spindlermühle) é uma cidade da República Checa que pertence à comuna de Vrchlabí, distrito de Trutnov e região de Hradec Králové. Situa-se no norte do país, junto à fronteira coma Polónia. Tem uma área de 76,9 e em 2006 tinha 1 393 habitantes. O seu nome, que literalmente significa "Moinho de Špindler", provém de um moinho ou serração pertencente à família Špindler que os habitantes usavam como local de encontro.
A cidade é uma das estâncias de montanha mais frequentadas da República Checa e as suas instalações hoteleiras, as quais funcionam durante todo o ano, têm uma capacidade de cerca de 10 000 camas. A estância de esqui de Špindlerův Mlýn conta com 20 pistas, mais do que qualquer outra no país. Durante o inverno a área acolhe a Europacup, um evento de esqui estilo livre e a SnowJam, um evento de snowboard profissional. Nas imediações da cidade há muitos percursos marcados para a prática de caminhada, bicicleta de montanha e esqui de fundo.[carece de fontes?]

## Geografia
A altitude da região varia entre 715 e 1310 metros. A cidade situa-se na confluência entres o rio Elba (Labe) e a Dolsky potok (ribeira Dolsky). A cidade está rodeada pelos cumes montanhosos de Kozi hrbety, Plan e Medvedin. O município tem as seguintes áreas: Prední Labská, Labská, Bedrichov e Svaty Petr.

## Residentes famosos
O escritor Franz Kafka vivia em Špindlerův Mlýn quando escreveu a sua obra mais famosa, O Castelo.